# Démons intérieurs
Démons intérieurs est le 2e épisode de la saison 7 de la série télévisée Buffy contre les vampires.

## Résumé
Buffy commence son travail de conseillère au lycée de Sunnydale. En Angleterre Giles persuade Willow que le temps est venu pour elle de rentrer à Sunnydale, malgré les doutes de la sorcière. Une jeune femme est attaquée par un démon qui a la forme d'un ver géant et est secourue par Alex, qui l'emmène chez Buffy. Buffy, Alex et Dawn décident d'enquêter. Spike arrive pour offrir son aide, à la grande surprise d'Alex et Dawn qui ignoraient qu'il était de retour. Il s'avère que la jeune femme, Nancy, a fait le vœu devant Anya que son ex-petit ami soit transformé en ver.
Tout le groupe part donc trouver Anya, qui s'aperçoit que Spike a récupéré son âme. Alors qu'Alex tente de convaincre Anya d'annuler sa malédiction, Buffy combat le ver géant avec l'aide de Spike. Celui-ci enfonce une barre de métal dans le ver juste au moment où Anya annule le sort et où il reprend forme humaine. L'homme est gravement blessé à l'épaule et Spike semble alors perdre à nouveau la raison et prend la fuite. Buffy part à sa recherche et le retrouve dans une église, complètement désorienté et en pleines divagations. De son discours décousu, Buffy arrive néanmoins à comprendre que Spike a récupéré son âme.